# 2. Deutsche Volleyball-Bundesliga 1988/89 (Männer)
Die Saison 1988/89 der 2. Volleyball-Bundesliga der Männer war die fünfzehnte Ausgabe dieses Wettbewerbs.

## 2. Bundesliga Nord
Meister und Aufsteiger in die 1. Bundesliga wurde der GSV Osnabrück. In die Regionalliga absteigen musste der TV Eiche Horn Bremen.

### Mannschaften
In dieser Saison spielten folgende zehn Mannschaften in der 2. Bundesliga Nord der Männer:
- VfK Südwest Berlin
- TV Eiche Horn Bremen
- MTV Celle
- Dürener TV
- VV Humann Essen
- TV Hörde
- 1. SC Norderstedt
- GSV Osnabrück
- TVK Wattenscheid
- SV Bayer Wuppertal

Absteiger aus der 1. Bundesliga war der 1. SC Norderstedt. Aufsteiger aus der Regionalliga waren der VfK Südwest Berlin und der TV Eiche Horn Bremen (Nord) sowie der TV Hörde (West).

### Tabelle
|                         | Verein          | Spiele | Punkte | Sätze |
| ----------------------- | --------------- | ------ | ------ | ----- |
| 1.                      | Osnabrück       | 18     | 30:6   | 49:15 |
| 2.                      | Wuppertal       | 18     | 26:10  | 43:21 |
| 3.                      | Norderstedt (A) | 18     | 26:10  | 47:24 |
| 4.                      | Celle           | 18     | 20:16  | 37:29 |
| 5.                      | Essen           | 18     | 20:16  | 37:35 |
| 6.                      | Düren           | 18     | 16:20  | 36:38 |
| 7.                      | Berlin (N)      | 18     | 14:22  | 30:37 |
| 8.                      | Hörde (N)       | 18     | 14:22  | 26:40 |
| 9.                      | Wattenscheid    | 18     | 12:24  | 24:44 |
| 10.                     | Bremen (N)      | 18     | 2:34   | 7:53  |
| Stand: Abschlusstabelle |                 |        |        |       |

|     | Aufsteiger in die Bundesliga               |
|     | Absteiger in die Regionalliga bzw. Rückzug |
| (A) | Absteiger aus der 1. Bundesliga            |
| (N) | Aufsteiger aus der Regionalliga            |

## 2. Bundesliga Süd
Meister und Aufsteiger in die 1. Bundesliga wurde der ASV Dachau. In die Regionalliga absteigen mussten der ASV Neumarkt und die SSG Etzbach.

### Mannschaften
In dieser Saison spielten folgende zehn Mannschaften in der 2. Bundesliga Süd der Männer:
- TV Aschaffenburg
- ASV Dachau
- SSG Etzbach
- USC Gießen
- TuS Kriftel
- TV Landau
- VGF Marktredwitz
- ASV Neumarkt
- TG Rüsselsheim
- FTM Schwabing

Absteiger aus der 1. Bundesliga waren der ASV Dachau und der USC Gießen. Aufsteiger aus der Regionalliga waren der TV Aschaffenburg (Südwest) und der ASV Neumarkt (Süd).

### Tabelle
|                         | Verein            | Spiele | Punkte | Sätze |
| ----------------------- | ----------------- | ------ | ------ | ----- |
| 1.                      | Dachau (A)        | 18     | 32:4   | 52:12 |
| 2.                      | Gießen (A)        | 18     | 28:8   | 47:18 |
| 3.                      | Kriftel           | 18     | 24:12  | 41:34 |
| 4.                      | Marktredwitz      | 18     | 20:16  | 40:28 |
| 5.                      | Landau            | 18     | 18:18  | 28:35 |
| 6.                      | Aschaffenburg (N) | 18     | 16:20  | 30:41 |
| 7.                      | Schwabing         | 18     | 16:20  | 30:43 |
| 8.                      | Rüsselsheim       | 18     | 14:22  | 37:38 |
| 9.                      | Neumarkt (N)      | 18     | 8:28   | 24:50 |
| 10.                     | Etzbach           | 18     | 4:32   | 20:50 |
| Stand: Abschlusstabelle |                   |        |        |       |

|     | Aufsteiger in die Bundesliga    |
|     | Absteiger in die Regionalliga   |
| (A) | Absteiger aus der 1. Bundesliga |
| (N) | Aufsteiger aus der Regionalliga |